# داورين كوروغليف
داورين خالدوفيتش كوروغليف (بالروسية: Даурен Халидович Куруглиев، باليونانية: Νταουρέν Κουρουγκλίεφ؛ من مواليد 12 يوليو 1992) هو مصارع حر يوناني من أصل روسي، حصل على الجنسية اليونانية قبل المنافسة في دورة الألعاب الأولمبية الصيفية 2024 في باريس. حصل على الميدالية الذهبية في دورة الألعاب الأوروبية 2019، وبطل أوروبا 3 مرات وحاصل على الميدالية البرونزية الأولمبية لعام 2024.
تنافس كوروغليف في بطولة التصفيات الأولمبية الأوروبية للمصارعة لعام 2024 في باكو، أذربيجان على أمل التأهل إلى دورة الألعاب الأولمبية الصيفية 2024 في باريس، فرنسا. تم إقصاؤه في مباراته الثانية ولم يتأهل للألعاب الأولمبية. بعد شهر حصل كوروغليف على مكان في الحصة لليونان للألعاب الأولمبية في بطولة التصفيات الأولمبية العالمية للمصارعة لعام 2024 التي أقيمت في إسطنبول، تركيا،  في دورة الألعاب الأولمبية الصيفية 2024، فاز بالميدالية البرونزية في المصارعة الحرة في المباراة التي حسمت له المركز الثالث بعدما تغلب على المصارع مايلز أمين من سان مارينو.